# Ensalada
L'Ensalada (dallo spagnolo Ensalada, ovvero "Insalata") è un componimento musicale spagnolo del rinascimento di stile madrigalesco e di tipo polifonico che mischia lingue e dialetti insieme a quodlibet popolari.
(Sebastián de Covarrubias y Orozco, Tesoro de la lengua castellana o española)
È una composizione polifonica, generalmente composta da quattro parti e prende il nome dalla miscela di elementi diversi: melodie ben note, lingue diverse (latino, spagnolo, catalano, portoghese, italiano ecc.), modelli diversi (complicati e popolari; religiosi e profani), personaggi diversi (drammatici o festivi), strutture diverse (unisoni, polifonia o omofonia). Spirituale e liturgico si alternano a testi secolari, sempre seri. Hanno un carattere religioso-drammatico e si concentrano sulla lotta del bene contro il male. Ognuna di queste Ensaladas è suddivisa in sezioni, che variano in generale dal numero di sette a dodici.
Questo tipo di composizione è principalmente noto per la pubblicazione del 1581 de Las Ensaladas de Flecha per mano di Mateo Flecha il Giovane, che contiene sei composizioni a quattro voci composte da suo zio Mateo Flecha il Vecchio. Oltre alle composizioni di Flecha abbiamo numerosi esempi di Ensaladas da parte di autori come Bartolomeo Càrceres, due da parte di Pere Alberch Vila, un altro da uno sconosciuto F. Chacón e numerose altre fonti anonime. Un'Ensalada è stata scritta anche per organo da Sebastian Aguilera de Heredia.

## Opere
Praga 1581
1. El Fuego (il fuoco) – Flecha il Vecchio
2. La Bomba (la bomba) – Flecha
3. La Negrina (la ragazza nera) – Flecha
4. La Guerra (la battaglia) – Flecha
5. El Bon Jorn (il buon giorno) – Vila
6. La Justa (la giostra) – Flecha
7. La Viuda (la vedova) – Flecha
8. La Feria (la bestia) – Flecha il Giovane
9. Las Cañas (la canna) – Flecha (il Giovane)
10. La Trulla - Càrceres
11. La Lucha (la lotta) – Vila
12. Los Chistes (gli scherzi) – Flecha
13. Las Cañas II (le canne II) – Flecha
14. El Molino (il mulino) – Chacón

Aggiunte
1. El Jubilate – Flecha
2. La Caza (la caccia) – Flecha
3. El Toro (il toro) – Flecha
4. La Negrina (la ragazza nera) – Cárceres
5. Las Cañas III (le canne III) – Brudieu

Francisco de Peñalosa
1. Por las sierras de Madrid, per sei voci.
2. Tú que vienes de camino, per 2 voci.

Garcimuñóz (attribuito)
1. Una montaña pasando, per 4 voci

Anonimo
- Quien madruga Dios le ayuda. Romancero 1612